# Stanisław Działyński (zm. 1643)
Stanisław Działyński herbu Ogończyk (zm. 1643 w Osieczku) – polski szlachcic i urzędnik.
Syn Stanisława i Heleny z Plemięckich. W latach 1600–1605 uczył się w Kolegium jezuitów w Braniewie. Podkomorzy malborski od 1626, kasztelan gdański od 1628, chełmiński od 1637. Pełnił także funkcję starosty tolkmickiego oraz rogozińskiego.